# Klippenland-Chroniken
Die Klippenland-Chroniken (englischer Originaltitel: The Edge Chronicles) ist eine Fantasy-Jugendromanreihe des britischen Autors Paul Stewart und des Illustrators Chris Riddell.
Der erste Band der Chronik wurde 1998 im Vereinigten Königreich von dem Verlag Doubleday veröffentlicht. Die deutsche Erstausgabe, übersetzt von Wolfram Ströle, erschien 2001 im Verlag Sauerländer. Die Erscheinungsreihenfolge der Bände weicht von der chronologischen Handlungsreihenfolge ab.

## Gliederung der Buchreihe
Die Reihe besteht aus dreizehn Büchern. Diese teilen sich in vier Trilogien auf, die nach den jeweiligen Hauptfiguren benannt sind, und einem Einzel-Band nach der dritten Trilogie. Dazu kommen vier an die neusten Bücher angeschlossene Kurzgeschichten und ein e-book. Die Handlung beginnt mit einer Erzählung in Band 9½ der Reihe (Die verschwundenen Schriftrollen), die unmittelbar vor dem ersten Band der Quint-Trilogie spielt und diese ergänzt, und endet mit dem 13. Band (The Descenders).
Die Quint-Trilogie besteht aus den Bänden Twig – Fluch über Sanktaphrax, Quint und die Eisritter und Quint und der Kampf der Himmelsgaleonen, diese sind als 4., 8. und 9. Band der Klippenland-Chroniken erschienen. Ergänzt wird die Trilogie durch die Erzählung Wolkenwolf, die in Band 9½ Die verschwundenen Schriftrollen enthalten ist. Diese ist chronologisch vor dem ersten Band der Trilogie einzuordnen. Die ebenfalls in Band 9½ enthaltene Erzählung Die Steinpilotin spielt zwischen dem 2. und 3. Band der Quint-Trilogie. Den Übergang zur folgenden Trilogie bildet die nicht ins Deutsche übersetzte Geschichte The Sky Chart.
Fortgesetzt wird die Reihe von der Twig-Trilogie. Diese besteht aus den Bänden Twig im Dunkelwald, Twig bei den Himmelspiraten und Twig im Auge des Sturms, die als 1., 2. und 3. Band der Klippenland-Chroniken erschienen sind.
Als loses Bindeglied zwischen dieser und der folgenden Trilogie fungiert die Erzählung Die Suche des Schlächtermädchens, die in Band 9½ Die verschwundenen Schriftrollen enthalten ist.
Die Rook-Trilogie setzt die Chroniken fort. Sie besteht aus den Bänden Rook und Twig, der letzte Himmelspirat, Rook und der schwarze Mahlstrom und Rook in den freien Tälern.
Der Band 9½ Die verschwundenen Schriftrollen enthält neben den drei oben genannten Erzählungen, welche Handlungslücken in den Trilogien schließen und diese miteinander verbinden, eine vierte Erzählung, die nach den Ereignissen der drei Trilogien spielt: Die Bluttaufe des Rufus Zirbelstock. Diese Erzählung markiert den Übergang zu einem neuen Zeitalter, das die zeitliche Kulisse für den letzten Band der Reihe Das Buch der unsterblichen Helden ist.
Weitere Bände wurden bisher nur in englischer Sprache veröffentlicht. Chronologisch ist nach dem Band Das Buch der unsterblichen Helden der Band The Nameless One im Februar 2014 im Vereinigten Königreich erschienen. Dies stellt das erste Buch der Cade-Trilogie dar. The Nameless One wurde 2015 mit dem Band Doombringer fortgesetzt. Der dritte Teil The Descenders ist 2019 erschienen.

## Inhaltsangabe
Die Chroniken erzählen Geschichten aus dem Klippenland, das aus sieben unterschiedlichen Landesteilen besteht. Diese unterliegen im Laufe der sich über mehrere Jahrhunderte hinziehenden Handlung einem ständigen Wandel. Unterhalb der Klippe liegt Groundrise. Von dort trägt ein Sturm Gleißer genannte Sporen in die Tiefe des Landes, ohne die es im Klippenland kein Leben gäbe. Direkt an der Klippe ist der Steingarten, in dem fliegende Steine wachsen. Diesem folgen der Ort Unterstadt und das schwebende Sanktaphrax. In den angrenzenden Modersümpfen und im Dämmerwald ist kaum Leben möglich, doch in dem sich anschließenden Dunkelwald sprießt das Leben. Von hier entstammen die meisten Bewohner im Klippenland. Am Rand ist der Nachtwald mit dem Quellgrund, in dem der Klippenfluss entspringt, der durch alle Landesteile fließt und letztlich die Klippe hinabstürzt.

### Das erste Flugzeitalter
Die Erzählung um das Klippenland setzt am Ende des ersten Flugzeitalters an. Eine fortgeschrittene Zivilisation gibt es nur am Rand der Klippe in Unterstadt und auf dem die Universitäten beherbengenden, fliegenden Felsen Sanktaphrax. Es herrscht ein fragiles Gleichgewicht der Macht zwischen den Händlern von Unterstadt, den Bewohnern von Sanktaphrax und den Himmelspiraten. Insbesondere die Händler und die Piraten wetteifern um die Handelsrouten, die den notwendigen Nachschub an Rohstoffen aus dem Dunkelwald in die zivilisierten Gebiete bringen. Die Gründung der Freien Täler im Dunkelwald bedeutet die Entstehung erster größerer Orte in dem ansonsten wilden Waldgebiet. Das erste Flugzeitalter nähert sich seinem Ende, als eine Steinkrankheit die fliegenden Steine zerstört und damit die Luftfahrt unmöglich macht.

#### Quintinius Verginix
Wolkenwolf
Quint und sein Vater Windschakal, ein bekannter Himmelspirat, kämpfen in der Schlacht des großen Himmelswals für die Armada der Himmelspiraten. Der Liga-Hochmeister Marl Mankroyd will die Himmelspiraten besiegen. Quint hat mit Schwierigkeiten an Bord des Himmelwals zu kämpfen, aber er bewährt sich in der Schlacht und erhält von seinem Vater seinen zukünftigen Namen „Wolkenwolf“.
Twig – Fluch über Sanktaphrax
Quint wird von seinem Vater als Geselle in die Obhut von dessen Vertrauten, dem Allerhöchsten Akademiker, Linius Pallitax, gegeben. Quint, der in der fliegenden Stadt der Akademiker fremd ist, muss sich erst mit den Eigenheiten der Stadt und deren Bewohnern vertraut machen. Maris, die Tochter des Allerhöchsten Akademikers, ist ihm dabei keine Hilfe, denn sie macht aus ihrer Abneigung gegenüber Quint keinen Hehl. Spätestens als Linius Pallitax Quint darum bittet, ihn mit dem sogenannten Tiefflugkäfig ins Innere des Fliegenden Felsens von Sanktaphrax zu bringen, ahnt Quint, dass der Akademiker etwas im Schilde führt und es allen verheimlicht. Die Tatsache, dass der Akademiker erst nach mehreren Stunden und dann auch noch blutverschmiert das Innere des Felsens verlässt, verstärkt Quints Ahnung. Als er Linius zum zweiten Mal ins Innere bringt, folgt ihm Quint, verirrt sich jedoch im Labyrinth aus Tunneln und Schächten und findet nur mit Mühe wieder heraus.
Maris, die von Quints Beobachtung erfährt, ändert schnell ihre Einstellung zu Quint, denn ihr sind die Veränderungen an ihrem Vater auch schon aufgefallen. Gemeinsam wollen sie hinter sein Geheimnis kommen und begeben sich ins Innere von Sanktaphrax, in den sogenannten Wabenstein. Doch sie finden sich nicht in dem Wabengewirr zurecht und können sich nur mit Hilfe des Erdwissenschaftlers und Freundes Linius’ Bungus Septrill, von dessen Wissenschaftsgebiet die arroganten Himmelswissenschaftler Sanktaphrax’ nichts wissen wollen, aus ihm befreien und einem gefährlichen Raubgleißer entkommen. Dabei werden Maris und Bungus von Quint getrennt und verlassen schließlich den Wabenstein. Quint dagegen entdeckt im Innern des Felsens das Geheimnis des Allerhöchsten Akademikers: ein lange aufgegebenes Labor. In diesem Raum hält er ein armes, kleines, schwaches Wesen gefangen.
Währenddessen beichtet Linius Maris und Bungus, dass er im alten Labor, wie das geheime Labor heißt, ein furchtbares Wesen erschaffen habe – den Dämon Schleimschmeichler. Das Mädchen und der Erdwissenschatler begeben sich zurück in den Wabenstein, um Quint daran zu hindern, das vermeintlich harmlose Geschöpf freizulassen. Im Wabenstein wird Maris vom Raubgleißer angegriffen und Bungus rettet sie unter Hingabe seines Lebens. Indessen hintergeht der Schleimschmeichler Quint, der dabei verletzt wird. Das fürchterlichste Wesen, das sich die Bewohner des Klippenlandes vorstellen können, kommt dadurch frei: Es verbreitet nur Lügen. Befriedigung bringen ihm einzig die Leiden und Schmerzen anderer. Linius hatte es in dem alten Labor mit Hilfe eines mächtigen Blitzes und eines der kleinen harmlosen Gleißer zum Leben erweckt und dabei den gleichen Fehler gemacht wie einer der alten Wissenschaftler, der den Raubgleißer erschuf und darauf das Labor verließ und es wegen der ständigen Verschiebungen der Tunnel innerhalb des Wabensteins vergeblich hinter Felsen verbarg.
Quint gelingt es, den Schleimschmeichler aus Sanktaphrax zu vertreiben – jedoch nicht ohne dass dieser den Schattenpalast in Brand steckt, was der Allerhöchste Akademiker selbst nur dank seines treuen Dieners, des Spindelkäfers Zwiesel, überlebt. Der Schleimschmeichler schwört Quint und seiner Familie Rache.
Quint und die Eisritter
Als Linius Pallitax nach längerer Leidenszeit doch noch seinen im Labor und durch den Brand erlittenen Verletzungen erliegt, muss Maris zu einem Verwandten in die Unterstadt ziehen. Dieser hält sie mehr oder weniger gefangen. Quint dagegen wird in die Ritterakademie aufgenommen.
Ein langer und ungewöhnlich kalter Winter bricht an, sodass Sanktaphrax zu großen Auftrieb bekommt und die Ankerkette zu reißen droht. Hax Vostillix, der Rektor des Instituts für Wolkenkunde, gibt den Erdwissenschaftlern und allen mit ihnen sympathisierenden Professoren die Schuld daran. Durch geschicktes Taktieren wird er so zum einflussreichsten Akademiker auf Sanktaphrax. Er schickt ungewöhnlich viele Ritter auf Sturmjagd, um Sturmphrax zu finden und den Felsen damit zu beschweren. Allerdings schafft es keiner der losgeschickten Ritter, Sturmphrax zu erbeuten – die meisten kommen sogar bei dem Versuch ums Leben.
Als Vostillix ermordet wird, versuchen die „Torwächter“ mit Gewalt die Kontrolle über Sanktaphrax zu erlangen. Nur mit viel Mühe und Glück kann dies verhindert werden. Maris kann ihrem Verwandten in Unterstadt entkommen und nach Sanktaphrax fliehen.
Quint und seine Freunde bekommen von einem der durch Vostillix entmachteten Professoren den Hinweis, wie der ungewöhnlich lange Winter beendet werden und damit Sanktaphrax gerettet werden könnte. Denn die Versuche von Linius Pallitax im alten Labor haben den Aufzeichnungen auf einer alten Rindenrolle folgend eine Veränderung des Klimas bewirkt.
Unter dem Namen Eisritter segeln die Freunde mit einem Himmelsschiff über den Rand der Klippe hinaus und finden ein gestrandetes, riesiges Wesen, das die Kälte erzeugt. Unter Einsatz von Sturmphrax gelingt die Heilung des Ungetüms, das daraufhin in die Weite verschwindet. Die Wärme kehrt ins Klippenland zurück. Um das Ansehen von Linius Pallitax nicht zu schädigen, müssen die Freunde ihre Rettungstag verschweigen.
Windschakal kehrt nach Sanktaphrax zurück und nimmt Quint und Maris mit auf sein Schiff.
Die Steinpilotin
Die junge Höhlenfurie Maugin verpasst ihre Bluttaufe durch ihre Entführung von Sklavenhändlern und wird so nie zu einer erwachsenen Furie. Auf dem Sklavenmarkt wird sie von dem jungen Quint befreit und entdeckt auf dem Himmelschiff von Quints Vater Windschakal ihre Bestimmung als Steinpilotin.
Quint und der Kampf der Himmelsgaleonen
Gerüchten zufolge ist Turbot Schmierz, der ehemalige Quartiermeister Windschakals, noch am Leben. Da er für den Tod seiner Familie verantwortlich ist, sinnt Windschakal nach Rache und begibt sich auf die Suche nach seinem Feind. Auf der Suche nach Schmierz setzen sich Quint und sein Vater vielen Gefahren aus und durchforsten fast das gesamte Klippenland. Obwohl offensichtlich ist, dass ihnen Schmierz immer wieder tödliche Fallen stellt, verbeisst sich Windschakal immer mehr in die Suche.
Sie begegnen dem fröhlichen, alle für sich einnehmenden jungen Himmelspiraten Thor Dornhieb. Mit der kleinen Himmelsbarke Sumpfbeuter beginnt er, Geld für ein eigenes Schiff zu erwirtschaften. Später begegnen Windschakal und Quint auf dem Sklavenmarkt der Harpyien dem durch Schmierz von seinem Schiff vertriebenen Dornhieb. Gemeinsam nehmen sie die Fährte auf. Windschakal trifft auf einem alten Schiffswrack auf den Mörder seiner Familie und wird von diesem erstochen, wie Quint aus der Ferne miterleben muss. Als er bei seinem toten Vater eintrifft erzählt ihm Dornhieb, er habe Schmierz kurz darauf im Kampf getötet. 
Dornhieb würde gerne der neue Captain von Windschakals Schiff Himmelsreiter werden. Doch die Mannschaft wählt Quint, der damit zu Captain Wolkenwolf wird. Dornhieb verlässt daraufhin das Schiff im Zorn.
In Unterstadt beginnt die Liga erneut, den Ort von den Himmelspiraten zu säubern. Mit dem neuen, mächtigen Ligaschiff Verderbenbringer begeben sie sich auf die Jagd nach den fliehenden Himmelspiraten. Es entbrennt eine gewaltige Luftschlacht, die nur knapp von den Himmelspiraten gewonnen wird.
Schmierz entert die Himmelsreiter, um sie zu übernehmen. Zwischen ihm und Quint kommt es zum Kampf, denn Quint durch die Hilfe eines Mannschaftskollegen gewinnt. Die Leiche des Gegners trägt eine Maske, und darunter verbirgt sich Dornhieb. Er legte die falschen Fährten und stellte die Fallen auf, um das Himmelsschiff in die Hände zu bekommen. Er tötete also auch – die Maske tragend – Windschakal auf dem Schiffswrack.
Der Himmelsreiter ist nicht mehr zu retten, die Zerstörungen durch die Kämpfe sind zu groß. So kehren Quint und seine Mannschaft zurück nach Sanktaphrax. Maris nimmt sich dort eine Wohnung, und Quint kehrt an die Ritterakademie zurück.
The Sky Chart – A Book of Quint
Den ersten Flug mit seinem eigenen Himmelschiff Sturmpfeil müssen Quint, seine schwangere Frau Maris und der Rest der Crew wegen Schäden am Schiff abbrechen. Daher nehmen er, Maris und die Steinpilotin einen Job bei Multinius Gobtrax an. Der Liga-Händler will eine Himmelskarte mit den Standorten bestimmter Bäume des Dunkelwalds erstellen, um damit einen Handel zu beginnen.
Während eines Sturms bekommt Maris einen Monat zu früh ihr Baby. Einem Aberglauben der Luftfahrer zufolge bringt ein auf einem Himmelschiff geborenes Kind Unglück und wird daher im Normalfall von Bord geworfen. Quint überredet die fiebernde und sich nicht bei Kräften befindliche Maris, den neugeborenen Sohn heimlich vor der Hütte von Waldtrollen abzulegen und später zurückzukehren, um ihn zu holen. Den Standort des Waldtroll-Dorfes trägt Quint in der Himmelskarte ein.
Auf dem Rückflug stellt Gobtrax Quint und Maris vor die Wahl, auf den Lohn zu verzichten und dafür eine Kopie der Himmelskarte zu bekommen. Ohne Lohn kann jedoch die Sturmpfeil nicht repariert werden, und ohne diese wäre keine Rückkehr in den Dunkelwald möglich. So versucht Quint, die Karte mit Gewalt an sich zu bringen. Bei der Auseinandersetzung gerät das Pergament in Brand. Die Lage des Waldtroll-Ortes ist damit unwiederbringlich verloren.
Maris kann Quint nicht verzeihen und plant, in den Dunkelwald zu ziehen und die Freien Täler zu gründen. Sie hofft, ihr Sohn wird dort eines Tages auftauchen. Quint dagegen will sein Luftschiff reparieren und sich auf die Suche nach dem Dorf begeben.

#### Twig Verginix
Twig im Dunkelwald
Das Findelkind Twig, das kurz nach der Geburt von seiner Mutter ausgesetzt wurde, wächst als Mensch bei den Waldtrollen auf. Als die Himmelspiraten Interesse an ihm anmelden, schickt ihn seine Adoptivmutter Spelda zu Cousin Schnatterbark, der sich seiner annehmen soll, bis die Gefahr vorbei ist, denn auf Himmelspiratenschiffen herrschen raue Sitten. Kurz nachdem er aufgebrochen ist, verlässt Twig vom faszinierenden Treiben der Tiere und Pflanzen des Walds wie im Spiel den Weg und findet nicht mehr zurück, sondern verirrt sich immer mehr im Dunkelwald. Nach Duellen auf Leben und Tod mit fürchterlichem Getier erreicht Twig endlich den Stamm der Schlächter. Die Schlächter sind seltsame Wesen mit rotgefärbter Haut und ebensolchen Haaren. Sie nehmen Twig bei sich auf und behandeln ihn wie einen Ehrengast: Er erhält zum Dank eine Weste aus Hammelhornfell, darf an Ritualen der Schlächter teilnehmen und darf mit ihnen das „Mitternachtsessen“ einnehmen. Am nächsten Morgen wird er jedoch vom Schleimschmeichler, der sich in einen Schlächter verwandelt hat, unfreundlich fortgeschickt. Im Dorf der Schlächter findet er auch seine spätere Frau Vene Tatum.
Auf seiner weiteren Reise macht Twig Bekanntschaft mit einem Raupenvogel. Raupenvögel sind riesige Vögel, die aus einem Kokon, in dem sie nicht selten bis zu 100 Jahre wachsen, schlüpfen. Twig beobachtet den Raupenvogel beim Schlüpfen und so sind die Zwei aneinander gebunden und miteinander befreundet, solange sie leben. Diese Freundschaft ist Twig von äußerstem Nutzen, denn Raupenvögel wissen alles. So kann der Raupenvogel Twig aus vielen unangenehmen Situationen helfen.
Twig begegnet auch einem Banderbären, einem riesigen, zottigen Bären. Der Bär krümmt sich unter Schmerzen: Sein Zahn ist faul. Twig nimmt die Mutprobe auf sich, dem riesigen Tier in den Mund zu fassen und seinen Zahn herauszuziehen. Der Banderbär wird Twigs Freund und die beiden verbringen viel Zeit gemeinsam im Dunkelwald. Doch der Banderbär wird von den fleischfressenden Wig-Wigs angegriffen und aufgefressen: Ein tragisches Ende der Freundschaft. Wenig später wird der herumirrende Twig zum Haustier einer jungen Höhlenfurie. Sie führt ihn an einer Leine durch die Höhlen ihres Stammes, flicht ihm die Haare zu Zöpfen und behandelt ihn durch und durch wie eben ein Haustier. Twig lässt sich das alles gefallen, weil er auf einen günstigen Moment zur Flucht wartet. Nachdem die Höhlenfurie bei einer Zeremonie erwachsen und blutrünstig geworden ist, muss Twig alles auf eine Karte setzen und kann ihr mit Hilfe des Schleimschmeichlers, der wieder eine neue Gestalt angenommen hat, entkommen.
Dann begegnet Twig einer Bande Himmelspiraten, die mit ihrem Schiff abgestürzt sind. Twig kann ihnen helfen es wieder flott zu machen, da er gesehen hat, wo der Flugstein, der dem Schiff den nötigen Auftrieb gibt, hingefallen ist. Der Kapitän erzählt am Lagerfeuer die Geschichte seines Kindes, das er aussetzen musste. Twig findet heraus, dass er das Kind aus der Geschichte ist, aber die Himmelspiraten ziehen weiter, bevor er die Sache klären konnte. Verwirrt und kraftlos kommt Twig an die Nebelkante. Dort taucht vor ihm der Schleimschmeichler auf, ein grässlicher Dämon, gleichzusetzen mit unserer Vorstellung des Satans. Der Schleimschmeichler bringt Twig dazu sich über die Nebelkante zu stürzen. Doch siehe da, von wem wird er gerettet? Der allwissende Raupenvogel eilt ihm zur Hilfe! Er setzt Twig auf dem Schiff der Himmelspiraten, die Twig schon im Dunkelwald getroffen hat, ab. Hier wird endlich die wahre Beziehung vom Kapitän und Twig geklärt – sie sind Vater und Sohn.
Twig bei den Himmelspiraten
Der Fliegende Felsen bekommt trotz der vielen Ketten, zu denen ständig neue hinzukommen, immer mehr Auftrieb, da der betrügerische Allerhöchste Akademiker Vilnix Pompolnius (der Vorname leitet sich laut Paul Stewart vom deutschen will nichts ab) das Sturmphrax entwendet, das die Stadt beschwert. Daraus stellte er durch Zufall einmalig den wertvollen Phraxstaub her, der sogar Schlamm in klares reines Wasser verwandelt und mit dem er mit den Ligabrüdern handelt. Auf Bitte des Professors des Lichts und der Aussicht auf Schuldentilgung bei der gierigen Mutter Pferdefeder hin legt die Mannschaft von Twigs Vater ab, um auf Sturmjagd zu gehen und Sturmphrax zu besorgen. Kapitän Wolkenwolf, der es Vilnix zu verdanken hat, dass er als Akademie-Ritter nicht zur Sturmjagd aufbrechen konnte, befiehlt Twig in Unterstadt bei Mutter Pferdefeder zu bleiben. Hingegen begleitet sie der Professor des Lichts, um Wolkenwolf bei der Sturmjagd zu beraten. Slyvo, der Maat, lügt Twig vor, er sorge sich um sein Wohl, und schmuggelt ihn an Bord. Allerdings will er Wolkenwolf nur damit erpressen können, dass er seinen Sohn in seiner Gewalt hat. Als das Schiff mitten im großen Sturm, dessen Blitze das Sturmphrax erzeugen, dahinfährt, meutert Slyvo mit Unterstützung des Flachkopfkobolds Haudrauf. Wolkenwolf gelingt es mit der Hilfe des Banderbären Hubble zwar, die Meuterer zu töten, doch da Hubble den Kurs hätte halten sollen, macht sich das Steuerrad selbstständig und Wolkenwolf sieht ein, dass nichts mehr zu machen ist. Er allein bleibt auf dem Schiff, den anderen befiehlt er abzuspringen. Twig gehorcht ihm nach einem kurzen Disput und landet einigermaßen wohlbehalten im Dämmerwald, wo er hilflos zusehen muss, wie das wertvolle Sturmphrax, um dessentwillen sie aufgebrochen sind, im Boden versinkt.
Der Rest der Mannschaft findet jedoch schnell wieder zurück zu Twig und ernennt ihn zum Kapitän. Dabei sind noch der Banderbär Hubble, der Professor des Lichts, Rooks Großonkel Tem Waterbork, der Eichenelf Zacke, Klotzkinn und der geheimnisvolle Steinpilot. Tem und Klotzkinn erliegen der Versuchung des Dämmerwalds und trennen sich vom Rest der Gruppe. In den Modersümpfen angekommen erwartet sie schon die nächste Gefahr: Ratz Zehenschneider (eigentlich: Rattius Zellinix), ein ehemaliger Akademie-Ritter, der wie Wolkenwolf einen Sturm gejagt hatte, führt Leute durch den Sumpf, denen er im Versuch seine Mission doch noch zu erfüllen, ihre Zehen abschneidet, das Sturmphrax unter den Nägeln hervorkratzt und in einer Truhe hortet. Hubble erliegt im Sumpf seinen Verletzungen, die er sich beim Aufprall im Dämmerwald zugezogen hat, und Zacke wird von Ratz dahingemeuchelt. Den Steinpiloten kann Twig jedoch vor Ratz retten. Kurz darauf stirbt der Professor des Lichts am Genickbruch, den er sich beim Aufschlagen im Dämmerwald zugezogen hat, jedoch nicht, ohne Twig vorher noch das Geheimnis der Phraxstaubherstellung zu verraten: der Sturmphraxkristall muss zum exakten Zeitpunkt der Dämmerung pulverisiert werden. Twig bestattet ihn, indem er ihn im Sumpf versinken lässt. Der Steinpilot entlarvt sich als eine Höhlenfurie namens Maugin, die das Ritual verpasst hat, das sie zu einem blutrünstigen Monster hätte werden lassen. Mit ihrer Hilfe macht Twig das Schiffswrack, in dem Ratz gelebt hat, himmelstüchtig und sie fliegen zurück nach Unterstadt. Die von Ratz gesammelten Sturmphraxkristalle werden ihrer Bestimmung zugeführt, Sanktaphrax ist gerettet und Vilnix Pompolnius wird von einem von den Ligabrüdern angeheuerten Kobold auf grausame Weise umgebracht. Twig, der zum Ritter Arborinus Verginix geschlagen wurde, lässt sich von Mutter Pferdefeder ein Himmelsschiff namens Klippentänzer erbauen und Geld geben, um eine Mannschaft anzuheuern – im Gegenzug verrät er ihr das Geheimnis der Phraxstaubherstellung. Nachdem er seine Mannschaft beisammen hat, fliegt er über Unterstadt und verteilt Umschläge, die Sturmphrax und eine Anleitung zur Phraxstaubherstellung enthalten. Dank der Professoren des Lichts, der das Geheimnis entdeckt hat, und der Dunkelheit, der jeden Abend zum genauen Zeitpunkt der Dämmerung eine Glocke läutet – offiziell heißt es, sie werde zu Ehren Twigs geläutet –, hat nun jeder Unterstädter Zugang zu Trinkwasser. Nach dieser guten Tat wird der Klippentänzer vom Raupenvogel besucht, der Twig und seine Mannschaft über die Klippe hinaus zu Wolkenwolf und seinem Schiff führen will. Twig geht darauf ein und eine Reise ins Ungewisse beginnt.
Twig im Auge des Sturms
Twig und seine Mannschaft segeln, vom Raupenvogel geführt, in unbekannte Gebiete jenseits der Klippe und fahren dabei direkt in den großen Sturm, der Wolkenwolf und sein Schiff verschlungen hat. Der Sturm raubt ihnen fast den Verstand. So kappt Twig in einem Anfall von Wahnsinn die Leine, die den Raupenvogel mit dem Schiff verbindet. Als Twig das Schiff seines Vaters findet, gibt ihm Wolkenwolf eine eindrückliche Warnung und Botschaft mit, die alle Mannschaftsmitglieder abgesehen von Maugin kurz darauf wieder vergessen. Wolkenwolf selbst löst sich im Muttersturm auf. Twigs Schiff wird in Stücke gerissen, seine Besatzung stürzt ab. Twig, der vom Professor der Dunkelheit aus den Steinernen Gärten gerettet und von ihm zum Hilfsprofessor des Lichts ernannt wird, lernt in Sanktaphrax Kaulquapp Phentephraxis kennen, der den Himmelspiraten daran hindert, sich von einem Balkon zu stürzen. Twig macht ihn zu seinem Gehilfen. Kaulquapp verrät ihm, dass man acht Sternschnuppen niedergehen gesehen habe, und Twig folgert sofort, dass es sich dabei nur um ihn und seine Crew handeln konnte. Der Professor der Dunkelheit zeigt ihm, wo die Sternschnuppen ungefähr gelandet sind, und Twig macht sich in Begleitung Kaulquapps auf die Suche. In Unterstadt finden sie tatsächlich den Schlächter Trapp Hammelhirt, den Maat Schliet und den Flachkopfkobold Grogg. Twig schickt die drei nach Sanktaphrax in die Obhut des Professors der Dunkelheit und setzt seine Reise nur mit Kaulquapp zusammen fort.
Twig und Kaulquapp beschließen an Bord des Himmelsstürmers zu gehen, der zum Sklavenmarkt der Harpyien im Dunkelwald ablegt. Doch der Kapitän Hagestolz Klauengreif ist ein Gauner und Sklavenhändler, der sie zusammen mit anderen Sklaven, die er gefangen hat, verkaufen will. Twig und Kaulquapp können seine Pläne durchkreuzen und statt ihrer wird Hagestolz den Harpyien ausgeliefert. Unter den Sklaven finden sie Spooler, den Eichenelf, der zu Twigs Mannschaft gehörte. Während Spooler sie begleitet, fliegen die restlichen Sklaven gemeinsam mit der Besatzung des Himmelsstürmers nach Unterstadt. Twig, Kaulquapp und Spooler besuchen den Sklavenmarkt und erfahren, dass Tapser, der Banderbär und ebenfalls einer von Twigs Himmelspiraten, in der Wig-Wig-Arena (vergleichbar mit einer Arena im Alten Rom, in der Gladiatorenkämpfe stattfanden) kämpfen soll. Nachdem Klauengreif den gefräßigen Wig-Wigs preisgegeben wird und einen schrecklichen Tod stirbt, ist Tapser an der Reihe. Wagemutig rettet ihn Twig vor den Harpyien und sie fliehen.
Im Dorf der Waldtrolle findet Twig einen weiteren Kameraden aus seiner ehemaligen Mannschaft, den Schwärmer Waldfisch. Die Freude ist jedoch auch mit Trauer verbunden, denn Twigs Adoptivvater Tuntum ist gestorben und Twig soll ihn bestatten. Dazu kommt noch, dass Spooler auf dem Weg zum Dorf getötet worden ist. Zusammen mit Waldfisch zieht die Truppe weiter durch den Dunkelwald. Am mystischen Quellgrund, der Quelle des großen Klippenflusses, finden sie Maugin. Diese enthüllt Twig, was Wolkenwolf ihm gesagt hat: Der sagenhafte Muttersturm wird zurückkehren, den Klippenfluss reinigen und mit neuem Wasser füllen. Allerdings versperrt ihm Sanktaphrax den Weg. Um die Kollision und das vorzeitige Erliegen des Sturms zu verhindern, muss die Ankerkette von Sanktaphrax gelöst werden. Dies bedeutet jedoch, dass der fliegende Felsen davonfliegt. Um die gewaltige Entfernung zwischen dem Quellgrund und Unterstadt zu überwinden, lassen sich Twig und Kaulquapp in den Himmel schießen, was bedeutet, dass sie sich an einen Luftholzbaum binden lassen, der angezündet wird und davonfliegt. Sie gelangen an ihr Ziel und lösen das weitgehend evakuierte Sanktaphrax vom Boden. Der Versuch des Professors der Dunkelheit, Kaulquapp durch Übergabe des Amtssiegels des Allerhöchsten Akademikers davon abzubringen, Sanktaphrax loszumachen, scheitert. Unfähig seine Heimat entschweben zu lassen klammert sich der Professor an der Ankerkette fest und fliegt mit dem fliegenden Felsen zusammen davon.
Kaulquapp wird, da er das Amtssiegel trägt, von den Akademikern als neuer Allerhöchsten Akademiker anerkannt und tritt sein Amt sogleich mit der Gründung von Neu-Sanktaphrax an, das auf einem in den Steinernen Gärten heranwachsenden großen Felsen erbaut werden soll. Twig hingegen verlässt Kaulquapp, um an Bord des Himmelsstürmers seine am Quellgrund zurückgelassenen Freunde abzuholen.
Die Suche des Schlächtermädchens
Twigs Tochter Keris lebt nach dem Tod ihrer Mutter und der Abreise ihres Vaters jahrelang bei ihrem Onkel in einem Schlächterdorf. Der einzige Kontakt zur Außenwelt sind Händler, von denen sie sich Nachricht von ihrem Vater erhofft. Als eine Gruppe von Kobolden vom Versagen der Flugsteine und damit dem Ende des (ersten) Flugzeitalters berichten, macht sie sich aus Sorge auf die Suche nach ihrem Vater und erlebt eine gefährliche Reise durch den Dunkelwald bis zu den freien Tälern. Bei ihrer Ankunft erkennt sie der Spindelkäfer Zwiesel anhand ihrer Weste aus Hammelhornfell als Tochter von Twig. Er bringt Keris zu ihrer Großmutter Maris, die noch immer in den freien Tälern lebt.

### Das zweite Flugzeitalter
Nachdem der Luftweg durch die Steinkrankheit zum Erliegen gekommen war, wurde ein Landweg von Unterstadt in den Dunkelwald erschlossen. Nach Fertigstellung eroberten die Harpyien den neuen Verbindungsweg und verlangen seitdem Zölle. Auch auf Neu-Sanktaphrax kam es zu einem Machtwechsel. Dort setzten die Wächter der Nacht den Allerhöchsten Akademiker ab. Unterstadt existiert nur noch teilweise, da das von der Steinkrankheit befallene Neu-Sanktaphrax Teile seiner selbst verliert. Der von diesen zerstörte Abschnitt des Ortes wird Geröllstadt genannt. Die von der fliegenden Stadt geflohenen Akademiker leben nun in der Kanalisation von Unterstadt. Die Zugänge sind bisher unentdeckt von den Wächtern der Nacht. Die Freien Täler sind gewachsen und bilden mit ihrer freien Gemeinschaft einen Gegenpol zu den Wächtern der Nacht und den Harpyien. Aus Flugholz und einer speziellen Lackierung bauen sie kleine Himmelsgleiter, mit denen weitgehend nur eine Person fliegen kann.

#### Rook Waterbark
Rook und Twig, der letzte Himmelspirat
Der Hilfsbibliothekar Rook Waterbork wird von der Gemeinschaft der Bibliothekare von Unterstadt dazu auserwählt, zur See-Akademie in den freien Tälern zu reisen, um dort die Ausbildung zum Bibliotheksritter anzutreten. Parallel dazu wird Xanth Zirbelstock, ein Geselle der Wächter der Nacht, auf eigenen Wunsch dazu auserwählt, den jungen Bibliothekaren, die den Weg in den Dunkelwald antreten, nachzuspionieren. Die Gespräche mit dem gefangenen Kaulquapp haben ihn neugierig auf die Wunder des Dunkelwalds gemacht und er konnte vom Allerhöchsten Wächter der Nacht, Orbix Xaxis, die Bewilligung zu einer Spionagereise in den Dunkelwald erlangen. Alle treten planmäßig ihre Reise durch das Klippenland an. An der See-Akademie angekommen erschleicht sich Xanth einen Ausbildungsplatz zum Bibliotheksritter. Er nimmt an den Kursen teil, freundet sich mit den anderen Schülern an und fertigt wie diese einen Himmelssegler an.
Xanth spioniert für die Wächter der Nacht und verrät die Bibliothekare an den Meister des Tals der Hochöfen. Daher geraten die berühmte Bibliotheksritterin Varis Lodd, der Schlächter Knöchel und Rook in eine Falle, als sie versklavte Banderbären befreien wollen. Rook wird verletzt und ist längere Zeit mit Fieber ans Bett gebunden. Bevor Xanth nach Neu-Sanktaphrax heimkehrt, verabschiedet er sich von Rook und bekennt, die Falle gestellt zu haben. Allerdings bedauert er, dass Rook dabei gewesen ist.
Nachdem sein Fieber auskuriert ist, verlässt Rook die See-Akademie, um zu seiner Forschungsreise zum Thema Ein Augenzeugenbericht von der großen Versammlung der Banderbären aufzubrechen. Im Dunkelwald begegnet er neben der Banderbärin Wumeru, der er zur Versammlung der Banderbären folgt, auch Twig, dem letzten wahren Himmelspiraten. Dieser lebt in der Abgeschiedenheit des Dunkelwalds friedlich zusammen mit den Banderbären, nachdem er daran gescheitert ist, den Quellgrund zu erreichen, wo seine Gefährten auf ihn warteten. Unwissend, dass Twig sein eigener Großvater ist, schließt sich Rook ihm an.
Mit dem letzten funktionstüchtigen Himmelspiratenschiff, das Twig an der Nebelkante vertäut hat, fliegen die beiden unterstützt von einer Banderbärencrew zum Turm der Nacht und befreien dort den gefangenen Allerhöchsten Akademiker Kaulquapp. Xanth kann sich nicht zu Rook bekennen und mit ihm gehen, doch seine Freundschaft reicht so weit, dass er ihm und Kaulquapp maßgeblich bei der Flucht hilft. Kaulquapp und Rook überleben, doch Twig wird während des gefährlichen Unterfangens eine tödliche Wunde zugefügt. Das Buch endet mit dem Erscheinen des Raupenvogels, den Twig beim Schlüpfen beobachtet. Es wird vermutet, dass dieser Twig zum Quellgrund bringt.
Rook und der schwarze Mahlstrom
Rook wird über Geröllstadt abgeschossen. Dort trifft er seinen alten Freund Felix wieder, der ihm hilft, aus Geröllstadt zu entkommen. Rook wird dennoch von Sklavenhändlern gefangen genommen und gelangt so in den „Palast der Statuen“, der von dem ehemaligen Akademiker Vox Verlix bewohnt wird. Kaulquapp befreit Rook schließlich, als Vox ihm und den Bibliothekaren ein Angebot unterbreitet: Der bevorstehende schwarze Mahlstrom wird einen Tag später Unterstadt und damit auch die Bibliothek zerstören. Er rät den Weg zur Flucht in die freien Täler. Um die Kobolde und Harpyien von dieser Flucht abzulenken, sollen sie zu der Zeit, zu der der Sturm nach Vox vorgetäuschten Berechnungen ausbrechen soll, zur großen Bibliothek gelockt werden. Als Gegenleistung für seinen Plan verlangt Vox, mit in den Dunkelwald fliehen zu dürfen.
Währenddessen wurde Magda Burlix gefangen genommen, als sie Rook suchte. Xanth Zirbelstock verhört sie zunächst brutal und gewinnt so immer mehr das Vertrauen der Wächter der Nacht. Als Magda eine Horde von Klippenteufeln in die Große Bibliothek locken soll, versucht er mit ihr zu fliehen. Sie werden dabei erwischt und sollen nun gemeinsam geopfert werden, schaffen es zu fliehen und treffen auf die Bibliothekare, die ihre Flucht in die Freien Täler über den Klippenfluss vorbereiten.
Während der Flucht wird den Bibliothekaren bewusst, dass ein von Vox „Baby“ genanntes riesiges Gerät den schwarzen Mahlstrom auslösen wird. Um das zu verhindern, eilt Rook in den Palast der Statuen. Dort löst er den schwarzen Mahlstrom unabsichtlich selber aus. Er schafft es noch rechtzeitig mit Felix’ Hilfe zu den Flüchtenden. Alle sich in der Bibliothek aufhaltenden Harpyien und Kobolde kommen um, und auch der Turm auf Sanktaphrax wird durch den gewaltigen Sturm zerstört. 
Vox Verlix wird von seinen Angestellten getäuscht und so an der Flucht gehindert. Seine in ihn vernarrte Haushälterin tötet ihn, um ihn dadurch ganz für sich allein zu haben.
Rook in den Freien Tälern
Mithilfe des talentierten Bibliothekars Rook Waterbork, den Geistern von Geröllstadt und mit der Unterstützung der Armada der Toten, einer Gruppe von Himmelspiraten, begeben sich die Unterstädter auf eine gefährliche Reise. Auf der Flucht vor dem großen Mahlstrom suchen die Bewohner des Klippenlandes nun Zuflucht in den Freien Tälern. Während der Reise überstehen sie siegreich einen Überfall der furchterregenden Harpyien.
Xanth Zirbelstocks Weg wird immer wieder eingebunden. Seine bösen Taten als Wächter der Nacht und seine guten Taten beispielsweise gegenüber Magda und Rook werden gegeneinander aufgewogen. Letztlich lautet die Entscheidung, ihn in den Freien Tälern aufzunehmen.
Die Flüchtlinge bauen in ihrer neuen Heimat die Große Bibliothek mit den geretteten Schriftrollen neu auf. Doch im Tal der Hochöfen schmiedet der skrupellose Hochofenmeister Hemuel Schrott zusammen mit den Anführern der Kobolde einen Plan, alle Unterstädter zu versklaven. Während der Kriegsvorbereitungen sterben zahllose einfache Kobolde bei der Herstellung der Waffen, was Unruhe unter ihnen hervorruft.
Eine gewaltige Schlacht bricht in den Freien Tälern los. Die Große Bibliothek mit allen Schriftrollen wird vernichtet. Die mechanischen Talfresser des Hochofenmeisters setzen den Unterstädtern schwer zu, können jedoch vernichtet werden. Dennoch ist die Übermacht der Kobolde erdrückend. Der friedliebende Teil der zum Krieg gezwungenen Kobolde revoltiert, bringt die eigenen Anführer um und beendet so den Konflikt.
Rook, der die Identität seiner von Sklavenhändlern ermordeten Eltern nie kannte, erfährt von einem Verwandten, dass er der Sohn von Keris und damit Enkel von Twig ist.

### Das dritte Flugzeitalter
Durch die Nutzung von Sturmphrax als Kraftquelle ist es nun möglich, wieder große Himmelschiffe zu bauen. Der Abbau von Sturmphrax unter dem Dämmerwald ermöglicht einen großflächigen Einsatz, was das bereits mehrere Generationen andauernde dritte Flugzeitalter ermöglichte. Im Dunkelwald haben sich mehrere große Städte entwickelt, unter ihnen das aus den Freien Tälern entstandene Großstadt und Schwarmstadt. Die Industrialisierung wird zunehmend zur Bedrohung für den Dunkelwald. Am Ende des dritten Flugzeitalters beginnt in Großstadt nach und nach einer der Professoren die Macht an sich zu reißen. Auf Sanktaphrax haben sich die Descender angesiedelt, die es sich zur Aufgabe gemacht haben, das Gebiet unterhalb der Klippe zu erforschen. Damit machen sie sich Großstadt und Quellgrund zum Feind, die vehemente Gegner dieser Forschungsarbeit sind. Es kommt zur Luftblockade von Sanktaphrax.
Die Bluttaufe des Rufus Zirbelstock
Mit der Erzählung Die Bluttaufe des Rufus Zirbelstock die im Ergänzungsband (9½) Die verschwundenen Schriftrollen enthalten ist, wird der Handlungsbogen der Klippenland-Chroniken über die drei Trilogien hinaus erweitert.
Der junge Lanzenreiterkadett Rufus Zirbelstock, Sohn von Xanth Zirbelstock, entdeckt mit seiner Lanzenreiterabteilung ein neues Hochofental im Dunkelwald. Dort werden durch Scheintote neuartige Waffen produziert und es kommt zu einem neuen Krieg um das Überleben der Freien Täler. – Mit der Entdeckung des Geheimnisses der neuen Waffen wird ein neuer Abschnitt in der Geschichte des Klippenlandes eingeleitet: Das dritte Flugzeitalter.

#### Nate Quarter
Das Buch der unsterblichen Helden ist das letzte Buch der Klippenland-Chroniken und bildet einen umfassenden Abschluss, in dem Paul Stewart noch einmal alle besonderen Helden, Wesen und Landschaften Revue passieren lässt, sowie die Rätsel um den Verbleib von Quint, Twig und Rook auflöst.
Der Phraxminenarbeiter Nate Quarter deckt einen Betrug des Minenaufsehers auf. Deshalb soll er getötet werden, doch die Kugel eines Hammerkopfes trifft seinen besten Freund. Daraufhin flieht Nate mit dem Feger Schlupf nach Großtal. Dort berichtet er dem Sekretär des Minenbesitzers Galban Prade, Felftis Brack, von den katastrophalen Zuständen in der Phraxmine und lernt Prades Tochter Eudoxia kennen. Schließlich bekommt er Arbeit bei der Phraxkammerfabrik Glemlock & Harms. Der Sohn des Fabrikbesitzers tötet seinen Vater, indem er das Gebäude sprengt und schiebt Nate die Schuld in die Schuhe. So muss dieser mit Eudoxia, dem Banderbären Weelum, dem Professor (einem Spieler), und dem Phraxschiffpiloten Boreas Säbelzahn flüchten. Sie beschließen, den seit einiger Zeit in Schwarmstadt verschollenen Vater Eudoxias zu suchen. Nach einer langen Reise kommen sie in Schwarmstadt an und können Galban Prade auch befreien, doch Nate und Eudoxia werden fälschlicherweise für Soldaten gehalten und müssen in den Krieg gegen die Großtaler Miliz ziehen. Sie unterliegen und Eudoxia wird schwer verletzt. Mit Hilfe eines Bibliothekars gelangen sie zum Quellgrund in der Stadt der Nacht. Dort tötet Nate den Tyrann Golderit Einauge und macht das heilende Wasser allen zugänglich. Im Garten des Lebens lernt er seine Vorfahren Twig und Rook kennen, welche dort gefangen waren. Sie vereinigen sich mit dem Muttersturm, wie auch schon Quint.
Währenddessen rüstet der Professor im nun freien Schwarmstadt eine Expedition zur Suche seines Bruders aus, welcher bei der Untersuchung der Klippe verschwand. In Dornhafen treffen Nate und die nun geheilte Eudoxia mit der Expedition zusammen. Im alten Unterstadt machen sie eine erstaunliche Entdeckung: Der fliegende Felsen von Sanktaphrax ist zurück! Doch was anfangs makellos und gut erscheint, wird zur tödlichen Falle: Der Schleimschmeichler hat im geheimen Labor noch weitere seiner Art geschaffen und lockt nun ganze Dörfer in den Tod. Doch da erscheint der Muttersturm und mit ihm Quint, Twig und Rook. Sie töten die Schleimschmeichler und der Muttersturm befreit die fliegenden Felsen von der Steinkrankheit.
Nun steigen der Professor und Nate an der Klippe hinab...

#### Cade Quarter
The Nameless One
Als die Nachricht von der Rückkehr des Klippenabsteigers Nate Quarters die Runde macht, beginnt der Professor des Fliegens, Quove Lentis in Großtal mit Säuberungsaktionen. Nates Bruder Thadeus wird wegen der verwandtschaftlichen Verbindung ermordet, sein Sohn Cade kann in der Himmelstaverne Xanth Filatine fliehen. Als blinder Passagier ist er der Willkür von Drax Adereth ausgeliefert, der ihn zu Diebstählen bei den reichen Passagieren des großen Reiseschiffs zwingt. Als in der Kabine eines Vierlings ein Hungerlunger in Anwesenheit von Cade aus einem Ei schlüpft, bindet sich das Tier an ihn. Cade nennt ihn Rumblix. Die beiden können bei den Farrow Ridges von Bord fliehen.
Cade freundet sich mit den Bewohnern der Gegend an. Gart Ironside, Verwalter einer Versorgungsplattform für die vorbeiziehenden Himmelstavernen, rettet den Jungen nach seiner Flucht von einem Baum. Der Kobold Thorne Lammergyre hilft Cade beim Bau einer Hütte am Farrow See. Celestia Helmstoft, ein etwa gleichaltriges Mädchen, hilft ihm bei der Aufzucht des Hungerlungers und zeigt ihm die Gegend. Und sie heilt einen jungen Namenlosen, der sich in einer von Cades Fallen verletzt hat. Tug, wie ihn Cade tauft, bleibt bei ihm und hilft ihm bei seinen Arbeiten.
Als Celestias Vater Blatch bei der Erforschung der Höhlen hinter den Five Falls nicht heimkehrt, machen sich die Bewohner des Sees auf die Suche nach ihm. Sie geraten in Gefangenschaft der White Trogs, die in dem Höhlensystem wohnen, und können durch die Hilfe von Gart fliehen. Cade wird bei der Flucht durch einen vergifteten Dolch verletzt, und selbst Celestias Heilkünste können ihm nicht helfen. Nur durch das Wasser vom Quellgrund kann er schließlich gerettet werden.
Dieses Wasser hat der Banderbär Tapser dabei, der auf der Suche nach Tug in Farrow Ridges vorbeisieht. 500 Jahre war der frühere Himmelspirat am Quellgrund und wartete dort auf seinen Kapitän Twig. Durch das Wasser des Quellgrunds konnte er das hohe Alter erreichen.
Doombringer
Cade lernt den Schwimmfußkobold Phineal Glyfpith kennen, der ihm die große Blaukamm-Muschel am Grund des Farrow-Sees zeigt. Sie ist ein wesentlicher Bestandteil des Klippenlands, ist jedoch wegen der Suche nach Perlen gefährdet. Als Phineal zwölf seiner Artgenossen kommen lässt, werden diese von Sklavenhändlern (mire-pearler) verfolgt. Einer von ihnen entführt Tug in seinem Himmelsschiff, um ihn auf einem Sklavenmarkt zu verkaufen. Phineal und Cade nehmen die Verfolgung auf und befreien den Namenlosen.
Doch die aufmerksam gewordenen Sklavenhändler treffen mit einem großen Phraxschiff, dem Doombringer, über den Farrow Ridges ein. Sie haben von den Muscheln im See erfahren und möchten um jeden Preis die Perlen holen, was eine Trockenlegung des Sees bedeuten würde. Die wenigen Bewohner des Sees suchen verzweifelt, die Invasion zu verhindern. In Schwarmstadt besorgen sie Waffen, die in einem Sturm verloren gehen. Die White Trogs verweigern zuerst ihre Hilfe, greifen jedoch ein, als ein Zugang in ihr Höhlensystem gesprengt werden soll. Die Hammerkopfkobolde aus den umliegenden Wäldern, die von der Versklavung bedroht sind, schließen sich dem Kampf an und können durch eine List die Mannschaft des feindlichen Schiffes besiegen. Cade selbst stellt sich mit Tug dem Anführer auf der Doombringer, der bei dem Kampf ums Leben kommt.
The Descenders
In Rückblicken wird von den Abstiegen von der Klippe durch Nate Quarter und Professor Ambris Hentadile erzählt. Bei ihrer vierten Expedition in die Tiefe stranden sie vierzehn Jahre lang auf einem blauen Geröllfeld. Auf einem fliegenden Stein kann der untergewichtige und schwache Nate hinauf zum Steingarten fliegen, muss den Professor zurücklassen.
Ein Jahr nach seiner Rückkehr holt seine Frau Eudoxia Cade, Celestia und Tug durch die Luftblockade der Großtaler hindurch in das belagerte Sanktaphrax. Tug hilft in Untergarten, Celestia schließt sich der Grenzwache an, und Cade hilft in der Waffenschmiede. Die vier Rindenrollen, die er von seinem Vater geerbt hat, enthalten revolutionierende Formeln beim Umgang mit Sturmphrax.
Quove Lentis verliert die Geduld bei der Belagerung von Sanktaphrax und befiehlt den Angriff auf die Stadt. Mit Hilfe von Himmelspiraten kann der Angriff abgewehrt werden. Doch der Anführer der Piraten nutzt die Situation aus und übernimmt selbst die Macht über Sanktaphrax.
Nate Quarter und die Mannschaft eines neu entwickelten Himmelsschiffs bekommen das vorerst nicht mit. Durch die neue Phraxtechnik können sie weiter als jemals zuvor an der Klippe hinabgleiten. Sie erreichen das blaue Geröllfeld und entdecken darunter Groundrise, den Ursprung des Lebens im ganzen Klippenland. Hier befinden sich die viele Millionen Gleißer, die durch den Muttersturm über das Klippenland getragen werden, dorthin das Leben gebracht haben und bringen. Während der gefundene Professor zurückbleibt, kehren die Forscher nach Sanktaphrax zurück.
Der Anführer der Himmelspiraten inhaftiert die Schiffsbesatzung. Doch es hat sich eine Widerstandsgruppierung entwickelt, der die Piraten letztlich vertreibt. Auch Quove Lentis kann in Großstadt entmachtet werden.
Cade, Celestia und Tug kehren nach Farrow Ridges zurück. Eine letzte Herausforderung müssen sie bewältigen, als der aus dem ersten Band bekannte Drax Adereth Cade töten will. Das misslingt ihm, er wird von Cade erschossen. Doch den Hungerlunger Rumblix kann er vorher töten. Cade und Celestia heiraten und halten fünf Jahre später ihr erstes gemeinsames Kind in Händen, das den Namen Twig erhält.

### Das vierte Flugzeitalter
Im dritten Band der Cade-Quarter-Trilogie beginnt der Übergang zum vierten Flugzeitalter. Die Entdeckung der effektiveren Nutzung der Phraxkristalle durch Cades Vater Thadeus bei gleichzeitiger Nutzung von fliegenden Steinen ermöglicht die Entwicklung neuer, erheblich schnellerer Phraxschiffe. Reisen, die früher mehrere Tage dauerten, lassen sich innerhalb von 24 Stunden zurücklegen. Es kommt zu Bündnissen zwischen Sanktaphrax, Großtal und Quellgrund, was einen friedlichen Beginn des neuen Zeitalters bedeutet.

## Entstehungsgeschichte
In Interviews äußerten Chris Riddell und Paul Stewart, dass die Idee für die Buchreihe auf eine Illustration von Chris Riddell zurückgeht, die „das Ende einer Landkarte zeigt“. Für diese Welt, die buchstäblich auf einer Klippe liegt, ließ sich Paul Stewart dann die Geschichten einfallen und dabei von den Märchen der Brüder Grimm inspirieren.

### Weird New Worlds
Nach der Erscheinung von Das Buch der unsterblichen Helden betrachteten Stewart und Riddell die Buchreihe als abgeschlossen. Gänzlich trennen konnten sie sich nicht vom Klippenland. Auf der Seite Weird New Worlds schrieben und zeichneten sie unter dem Titel The Farrow Ridges. Dispatches from the Deepwoods von 2009 bis 2011 in der Form eines 66 Einträge umfassenden Blogs eine Geschichte über die Gegend der Farrow Ridges. Stewart schrieb das Blog aus Sicht der beiden Hauptpersonen Hedgethorn Lammergyre und Forden Drew, die somit in der Ich-Form zeitnah von ihren Erlebnissen berichten. Aus diesen kurzen, zusammenhängenden Erzählungen entwickelten sie später die ersten beiden Bände der Cade-Trilogie aus den Jahren 2014 und 2015. Mit Erscheinen dieser Trilogie gehört Weird New Worlds somit nicht zur eigentlichen Geschichte der Klippenlandchroniken, da sich die Handlung teils widerspricht.
Im Vergleich zur Cade-Trilogie tragen die Hauptpersonen nicht immer die gleichen Namen, auch wenn sich die Figuren stark ähneln. Die Person Forden Drew wurde später zu Cade, aber ohne dessen verwandtschaftlichen Beziehungen zu Twig und Rook. Celestia trägt hier den Namen Alcestia. Hedgethorn Lammergyre, Gart Ironshank, Blatch Helmstoft und Phineal Glyfphith sind die auch aus der Cade-Trilogie bekannten Namen.

#### Handlung
Der seit kurzem am Farrow Lake siedelnde Forden Drew lernt den Höhlenforscher Blatch Helmstoft kennen und folgt seiner Einladung, mit ihm eine Expedition in die Höhlen zu unternehmen. Blatch wird von den White Trogs gefangen genommen, da ihnen von dem verschuldeten Gart Ironshank ein Juwel gestohlen wurde. Die Seebewohner legen das Juwel in einer gemeinsamen Befreiungsaktion zurück und befreien Blatch, der dabei mit einem vergifteten Speer schwer verwundet wird. Anders als in der Cade-Trilogie bringt das heilende, rettende Wasser nicht der Banderbär Tapser, sondern der Schwärmer Waldfisch, der ebenfalls zu Twigs Himmelspiraten gehörte.
Forden fängt mit einer Falle einen Namenlosen und nennt ihn nach dem früheren Tyrannen von Schwarmstadt Kulltuft. Mit Alcestia, der Tochter von Blatch, unternimmt er Ausritte auf Hungerlungern.
Durch ein unterirdisches Höhlensystem taucht der Schwimmfußkobold Phineal Glyphith am Farrow Lake auf und entdeckt im Wasser eine große Blaukamm-Muschel. Er holt weitere Mitglieder seines Volkes nach, macht dadurch jedoch auch skrupellose Händler aufmerksam. Heimlich unterstützt vom Professor des Fliegens Quove Lentis wird die Siedlung am Farrow Lake angegriffen. Hedgethorn fliegt nach Großtal, um Hilfe zu holen. Die Rolle von Quove Lentis wird aufgedeckt, er wird entmachtet und eingesperrt. Großtal sendet Lanzenreiter zum Farrow Lake, die den Angriff abwehren. Bei der verlustreichen Schlacht wird auch Alcestia getötet.
Nach den Kämpfen findet Hedgethorn mitten im Wald ein Baby, das er aufnimmt. Die Frau eines getöteten Lanzenreiters unterstützt ihn dabei. Um ihr einen Lebensunterhalt zu ermöglichen, entwickelt er einen mit Phrax betriebenen Webstuhl. Das ruft die selbsternannten Verteidiger des ersten Zeitalters auf den Plan, die jeden Fortschritt ablehnen. Gart und Forden machen sich währenddessen auf den Weg zu den Phraxminen, um an den normalen Handelswegen vorbei Sturmphrax für die immer größer werdende Siedlung am Farrow Lake zu besorgen. Bei ihrer Rückkehr kommt es gerade zu einem Angriff der Fortschrittsgegner auf das Haus von Hedgethorn. Der Anführer kann getötet und der Angriff damit beendet werden.

## Bücher
Die deutschen Erstausgaben erschienen im Verlag Sauerländer. Weitere Ausgaben erschienen im Piper Verlag und im Carlsen Verlag.
- Band 1: Twig im Dunkelwald (2001), (Beyond the Deepwoods, 1998), Verlag Sauerländer – ISBN 3-7941-4744-8
- Band 2: Twig bei den Himmelspiraten (2001), (Stormchaser, 1999), Verlag Sauerländer – ISBN 3-7941-4745-6
- Band 3: Twig im Auge des Sturms (2002), (Midnight Over Sanctaphrax, 2000), Verlag Sauerländer – ISBN 3-7941-4746-4
- Band 4: Twig – Fluch über Sanktaphrax (2003), (The Curse Of The Gloamglozer, 2001), Verlag Sauerländer – ISBN 3-7941-6003-7
- Band 5: Rook und Twig, der letzte Himmelspirat (2004), (The Last Of The Sky Pirates, 2002), Verlag Sauerländer – ISBN 3-7941-6022-3
- Band 6: Rook und der schwarze Mahlstrom (2005), (Vox, 2003), Verlag Sauerländer – ISBN 3-7941-6039-8
- Band 7: Rook in den freien Tälern (2006), (Freeglader, 2004), Verlag Sauerländer – ISBN 3-7941-6064-9
- Band 8: Quint und die Eisritter (2006), (Winter Knights, 2005), Verlag Sauerländer – ISBN 3-7941-6079-7
- Band 9: Quint und der Kampf der Himmelsgaleonen (2007), (Clash of the Sky Galleons, 2006), Verlag Sauerländer – ISBN 3-7941-6092-4
- Band 9½: Die verschwundenen Schriftrollen (2008), (The Lost Barkscrolls, 2006), Verlag Sauerländer – ISBN 978-3-7941-8080-6
- Band 10: Das Buch der unsterblichen Helden (2010), (The Immortals, 2009), Verlag Sauerländer – ISBN 978-3-7941-8098-1

Cade-Trilogie, bisher nicht auf Deutsch erschienen:
- Band 11: The Nameless One (2014)
- Band 12: Doombringer (2015)
- Band 13: The Descenders (2019)

## Auszeichnungen
- Buchhändlers Beste (06/2006)

## Hörbücher
Volker Niederfahrenhorst las die Klippenland-Chroniken als Hörbücher ein und erhielt dafür einige Auszeichnungen, z. B. HR2-Hörbuchbestenliste (10/2002) und Preis der Deutschen Schallplattenkritik, Bestenliste (11/2002).

## Rezension
Der Rezensent der F.A.Z. Christoph Schmitz schrieb 2003 unter anderem, dass er sich „gern...im fantastischen Klippenland umgesehen [habe]“ und dass „das Bemerkenswerte am Klippenland .... die verrückten Wesen, seltsamen Lebensverhältnisse und besonders die Geografie einer erfundenen Weltgegend“ sind. Die „Vielfalt der Geschöpfe“ entsprechen seiner Ansicht nach der „Vielfalt der literarischen Vorlagen“ der Chroniken, von denen er unter anderem nordische Mythen, Großstadt- und Campusroman sowie Fantasy-Literatur nennt. Er findet die Szenen „etwas mechanisch... aneinandergereiht“ und die „fehlende erzählerische Sorgfalt“ auch auf die Übersetzung übertragen.